# Bon anniversaire Charles !
Bon anniversaire Charles ! est un double album à vocation caritative vendu au profit de l'Institut National du Cancer. Il est sorti en 2004.

## Historique
À l'occasion des 80 ans de Charles Aznavour, le 22 mai 2004, une soirée organisée au profit de la recherche contre le cancer, est donnée en direct du Palais des congrès de Paris, en présence de Bernadette Chirac et du président de la République Jacques Chirac. De nombreux artistes sont présents et interprètent, souvent en duo avec lui, plusieurs classiques de Charles Aznavour.
La représentation retransmise en direct sur TF1 est dans la foulée diffusée en double CD, (également disponible en DVD - 80, Bon Anniversaire Charles).

## Liste des chansons

### CD 1
| No  | Titre                                                        | Auteur                                | Durée |
| --- | ------------------------------------------------------------ | ------------------------------------- | ----- |
| 1.  | Introduction                                                 |                                       |       |
| 2.  | For me formidable (Jenifer et Alizée)                        | Jacques Plante - Charles Aznavour     |       |
| 3.  | (présentation)                                               |                                       |       |
| 4.  | J'me voyais déjà (Charles Aznavour)                          | Charles Aznavour                      |       |
| 5.  | Sur ma vie (Johnny Hallyday et Charles Aznavour)             | Charles Aznavour                      |       |
| 6.  | Mourir d'aimer (Isabelle Boulay)                             | Charles Aznavour                      |       |
| 7.  | Mes emmerdes (Laurent Gerra et Charles Aznavour)             | Charles Aznavour                      |       |
| 8.  | Que c'est triste Venise (Patricia Kaas et Charles Aznavour)  | Françoise Dorin - Charles Aznavour    |       |
| 9.  | Désormais (Isabelle Boulay, Liane Foly et Nolwenn Leroy)     | Charles Aznavour - Georges Garvarentz |       |
| 10. | Emmenez-moi (Florent Pagny et Charles Aznavour)              | Charles Aznavour                      |       |
| 11. | Hier encore (Line Renaud)                                    | Charles Aznavour                      |       |
| 12. | Au creux de mon épaule (Vanessa Paradis et Charles Aznavour) | Charles Aznavour                      |       |
| 13. | Et pourtant (Muriel Robin)                                   | Charles Aznavour - Georges Garvarentz |       |
| 14. | Les Comédiens (Dany Brillant)                                | Jacques Plante - Charles Aznavour     |       |

### CD 2
| No  | Titre                                                                | Auteur                                                | Durée |
| --- | -------------------------------------------------------------------- | ----------------------------------------------------- | ----- |
| 1.  | La Mamma (Roberto Alagna et Charles Aznavour)                        | Robert Gall - Charles Aznavour                        |       |
| 2.  | La plus belle pour aller danser (Nolwenn Leroy et Stomy Bugsy)       | Charles Aznavour - Georges Garvarentz                 |       |
| 3.  | Sa jeunesse (Charles Aznavour accompagné par Érik Berchot)           | Charles Aznavour                                      |       |
| 4.  | Pour toi Arménie (Hélène Ségara et la chorale des enfants Arméniens) | Charles Aznavour - Georges Garvarentz                 |       |
| 5.  | La Bohème (Catherine Ringer et Corneille)                            | Jacques Plante - Charles Aznavour                     |       |
| 6.  | Je voyage (Katia Aznavour et Charles Aznavour)                       | Charles Aznavour - Jean-Pierre Bourtayre              |       |
| 7.  | The Sound of Your Name (Liza Minnelli et Charles Aznavour)           | Charles Aznavour, Herbert Kretzmer - Charles Aznavour |       |
| 8.  | Comme ils disent (Lynda Lemay)                                       | Charles Aznavour                                      |       |
| 9.  | Ave Maria (Liane Foly et les Petits chanteurs à la croix de bois)    | Charles Aznavour - Georges Garvarentz                 |       |
| 10. | Si tu m'aimes (Nana Mouskouri et Charles Aznavour)                   | Charles Aznavour, H. Gatsos - M. Hadjidakis           |       |
| 11. | Un mort vivant (Charles Aznavour)                                    | Charles Aznavour - Yves Gilbert                       |       |
| 12. | (Texte dit par Jean-Claude Brialy)                                   | Jean-Loup Dabadie                                     |       |
| 13. | Nous nous reverrons un jour ou l'autre (Faudel et Charles Aznavour)  | Jacques Plante - Charles Aznavour                     |       |